# Deelemania malawiensis
Deelemania malawiensis är en spindelart som beskrevs av Rudy Jocqué och Anthony Russell-Smith 1984. Deelemania malawiensis ingår i släktet Deelemania och familjen täckvävarspindlar.
Artens utbredningsområde är Malawi. Inga underarter finns listade i Catalogue of Life.